# Mascarosa II d'Armanyac
Mascarosa de Lomanha, II d'Armanyac, morta el 1256, va ser comtessa d'Armanyac (amb Fesenzac) de 1245 a 1256. Era filla d'Arnau II Odon de Lomanha, vescomte de Lomanha, i de Mascarosa I d'Armanyac, comtessa d'Armanyac (amb Fesenzac).
Va ser casada el 1255 amb Esquivat de Chabanès, però no va tenir fills. En aquesta ocasió, el seu pare li va transmetre els comtats d'Armanyac amb el Fesenzac, sempre reivindicats per Guerau, vescomte de Fesenzaguet. La mort de Mascarosa l'any següent va posar fi al conflicte, ja que el seu hereu era aquest mateix Guerau, que va esdevenir Guerau VI d'Armanyac.